# Rorippa millefolia
Rorippa millefolia är en korsblommig växtart som först beskrevs av John Gilbert Baker, och fick sitt nu gällande namn av Bengt Edvard Jonsell. Rorippa millefolia ingår i släktet fränen, och familjen korsblommiga växter. Inga underarter finns listade i Catalogue of Life.